# Revolution Saints
Revolution Saints – amerykańska supergrupa wykonująca muzykę z pogranicza hard rocka i heavy metalu. Powstała w 2014 roku z inicjatywy basisty i wokalisty Jacka Bladesa, znanego z występów w zespole Night Ranger, gitarzysty Douga Aldricha, byłego członka formacji Whitesnake oraz perkusisty i wokalisty Deena Castronovo, wówczas członka zespołu Journey.
Debiutancki album formacji pt. Revolution Saints ukazał się 24 lutego 2015 roku nakładem wytwórni muzycznej Frontiers Records. Nagrania dotarły do 198. miejsca listy Billboard 200 w Stanach Zjednoczonych znalazłszy niespełna 4 tys. nabywców w przeciągu tygodnia od dnia premiery. Wydawnictwo trafiło ponadto na listy przebojów w Wielkiej Brytanii, Niemczech, Szwajcarii, Szwecji oraz w Japonii.

## Dyskografia
| Tytuł             | Dane dot. albumu                                    | Pozycja na liście | Pozycja na liście | Pozycja na liście | Pozycja na liście | Pozycja na liście | Pozycja na liście | Sprzedaż         |
| Tytuł             | Dane dot. albumu                                    | USA               | UK                | GER               | CHE               | SWE               | JPN               | Sprzedaż         |
| ----------------- | --------------------------------------------------- | ----------------- | ----------------- | ----------------- | ----------------- | ----------------- | ----------------- | ---------------- |
| Revolution Saints | - Data: 24 lutego 2015 - Wydawca: Frontiers Records | 198               | 127               | 66                | 33                | 54                | 45                | - USA: 6,8 tys.+ |

## Teledyski
| Tytuł              | Rok  | Reżyseria     | Album             | Źródło |
| ------------------ | ---- | ------------- | ----------------- | ------ |
| „Turn Back Time”   | 2014 | Devin DeHaven | Revolution Saints | [ 11 ] |
| „Back on My Trail” | 2015 | —             | Revolution Saints | [ 2 ]  |
| „Here Forever”     | 2015 | —             | Revolution Saints | [ 12 ] |